# 熊澤枝里子
熊澤 枝里子（くまざわ えりこ、1985年11月15日 - ）は、日本のファッションモデル。兵庫県出身。イデア所属。

## 略歴
2004年からファッション雑誌『CanCam』の専属モデルを務め、2008年6月号で同誌を卒業した。同年6月号から『AneCan』の専属モデルを務め、2013年に同誌を卒業した。
2019年、一般男性と結婚。
2022年、18年所属したレプロエンタテインメントからイデアへ移籍。

## 人物
- 浜口順子とは、聖母女学院中学校・高等学校の同級生。
- 趣味は舞台鑑賞。特技はクラシックバレエとピラティス。ピラティスはインストラクターの資格も保有している。
- 2012年にはAneCanの企画でマウイマラソン[3] とホノルルマラソン[4] に出場し完走。2013年には寝屋川ハーフマラソンで千葉真子、宇野けんたろうと共にゲストランナーとして出場した[5]。

## 出演

### テレビ番組
- 太田光の私が総理大臣になったら…秘書田中。（2006年4月 - 2007年3月、日本テレビ系列）：第二秘書
- 夢路第40回（2008年、TBS）
- ズームイン!!SUPER（2010年10月6日 - 、日本テレビ系）：TOKYO HIT CLIP・水曜日レポーター
- 朝だ!生です旅サラダ（2011年6月・10月・2012年2月、朝日放送/テレビ朝日系）：旅サラダガールズ
- 東京上級デート （2012年4月4日（＃1 向島）・2014年1月8日（＃85 銀座木挽町）、テレビ朝日）
- ヒルナンデス!（日本テレビ系列）：木曜日「旬のマストアイテム」「東京オシャレ探し」コーナーに不定期出演
- 戦国鍋TV 〜なんとなく歴史が学べる映像〜

### テレビドラマ
- 金曜ドラマ「スマイル」 第3話（2009年5月1日、TBS）- 本人 役

### CM
- キリン・お茶のチューハイ
- 花王リーゼ・ヨーグルトワックス（2006年8月）
  - 同・まとめ髪用柚子水（2007年2月）：同年夏と2008年夏に別バージョン登場
  - 同・クリアキューブワックス（2007年8月）
- 日本ケンタッキーフライドチキン ローストチキンと5種の野菜ラップ（2010年）
- 柳屋本店・あんず油（2013年、2014年）
- ジョンソン・アンド・ジョンソン リーチ ホワイトニング（2015年）：阿部寛と共演[6]
- スバル・インプレッサスポーツ ハイブリッド（2015年）
- ユニバーサルスタジオジャパン・「世界イチの親子になろう」編（2015年夏、2016年夏）
- 日立美容家電イメージキャラクタ（2014年、2015年、2016年、2017年、2018年、2019年、2020年、2021年）
- ドモホルンリンクル「好きになる」編（2016年、2017年、2018年、2019年、2020年、2021年）
- ドモホルンリンクル「シンプルではない」編（2017年）
- ダノン BIO（2016年、2017年）
- ネスカフェドルチェグスト 宇治抹茶（2016年）
- 野村不動産「PROUD」（2019年、2020年）
- 日本ハム　ピザ「奏」（2020年〜）

### 雑誌
- CanCam 専属（2004年 - 2008年6月号）※第1回CanCamモデルオーディション「審査員特別賞」受賞
- AneCan専属（2008年6月号 - 2013年）
- Domani
- CLASSY.

### ショー
- 東京ガールズコレクション
- ガールズアワード
- 関西コレクション
- 福岡コレクション
- 東京コレクション

### 映画
- 「4/猫 ねこぶんのよん〜ホテル菜の花〜」（2015年）：ヒロイン 菜月役

### 舞台
- 坂上忍プロデュース「レッドカードファミリー リターンズ」（2012年6月）
- FREE(S)プロデュース公演「第二章 Dream-sunflower-」（2012年7月18日 - 22日、エコー劇場）
- PU-PU JUICE「女子高」（2013年6月28日 - 7月7日、新宿SPACE107）：アリサ 役[7]
- Motion Rock Opera「Life pathfinder 2013」（2013年7月23日 - 29日、吉祥寺シアター）：ロボットERIKO 役[8]
- 「浅草あちゃらか」（2013年11月27日 - 12月1日、俳優座）：美咲 役（準主演）